# Adrienne Horvath
Pour les articles homonymes, voir Horvath.
Adrienne Horvath, née Gregogna le 23 mars 1925 à Tuyên Quang (Protectorat du Tonkin, Indochine française ; actuel Viêt Nam) et morte le 4 juillet 2012 à Saint-Martin-de-Valgalgues (Gard), est une femme politique française.

## Biographie
Elle est la fille du résistant Jean-Dominique Gregogna. De 1977 à 1989 , elle est maire de Saint-Martin-de-Valgalgues, rôle qu'elle assure en parallèle de son rôle de députée de la troisième circonscription du Gard de 1978 à 1986, avec pour suppléant Daniel Verdelhan, conseiller général du canton d'Alès-Sud-Est. 